# 霍爾傑什蒂鄉
46°24′07″N 27°03′18″E / 46.4020°N 27.0549°E
霍爾傑什蒂鄉（羅馬尼亞語：Comuna Horgești, Bacău），是羅馬尼亞的鄉份，位於該國東北部，由巴克烏縣負責管轄，面積55平方公里，海拔高度219米，2007年人口4,867，人口密度每平方公里89人。